# Heuliez GX 77H
De Heuliez GX 77H is een midibustype van de Franse busfabrikant Heuliez Bus en is de midibusversie van de Heuliez GX 107. De GX 77H is in 1999 opgevolgd door de Heuliez GX 117. De H in de naam staat voor Heuliez.

## Inzet
In Nederland komt deze bus niet voor, maar wel in onder andere Frankrijk.
| Land      | Bedrijf        | Aantal | Series  | Inzet               | Opmerking         | Afbeelding |
| --------- | -------------- | ------ | ------- | ------------------- | ----------------- | ---------- |
| Frankrijk | Alto           | 5      | 421-425 | Alençon             |                   |            |
| Frankrijk | Agglo'bus      | 1      | 12      | Carcassonne         |                   |            |
| Frankrijk | RATP           | 1      | 658     | Parijs              |                   |            |
| Frankrijk | Réseau Mistral | 1      | 39      | Toulon              | Afgevoerd in 2004 |            |
| Frankrijk | Réseau Mistral | 7      | 44-50   | Toulon              | Afgevoerd in 2004 |            |
| Frankrijk | RTM            | 27     | ??      | Marseille           |                   |            |
| Frankrijk | SETAO          | 3      | 201-203 | Orléans             | Afgevoerd         |            |
| Frankrijk | Trans'urbain   | 1      | 77      | Évreux              |                   |            |
| Frankrijk | TUB            | 1      | 236     | Saint-Brieuc        | Verkocht aan SBM  |            |
| Frankrijk | Zéphir Bus     | 4      | 102-105 | Cherbourg-Octeville |                   |            |

## Verwante bustypes
- Heuliez GX 107; Standaard stads- en streekbus versie
- Heuliez GX 113; Stadsbus versie van de Heuliez GX 107 voor Marseille
- Heuliez GX 187; Gelede versie
- Heuliez TRIBUS GX 237; Dubbelgelede versie